# Charthaval
Charthaval is een nagar panchayat (plaats) in het district Muzaffarnagar van de Indiase staat Uttar Pradesh. 

## Demografie
Volgens de Indiase volkstelling van 2001 wonen er 19.599 mensen in Charthaval, waarvan 53% mannelijk en 47% vrouwelijk is. De plaats heeft een alfabetiseringsgraad van 51%. 